# Seitenabruf
Seitenabruf, auch Seitenaufruf oder Page Impression, bezeichnet die Anzahl der Abrufe einer einzelnen Webseite mit einem Webbrowser. Im Englischen wird meist der Begriff Page View verwendet. In Deutschland wird die Page Impression gemeinsam mit dem Visit (Besuch) vor allem als Maß für die Nutzung von Onlinewerbeträgern verwendet. Beide Werte werden von der Informationsgemeinschaft zur Feststellung der Verbreitung von Werbeträgern e. V. (IVW) gemessen und monatlich veröffentlicht.

## Page Impressions der IVW
Über 1000 stationäre Webseiten, über 300 mobile Webseiten (mobile enabled Website, MEW) und über 300 Apps, die sich mit Werbung belegen lassen, nehmen am IVW-System teil (Stand November 2014). Sie alle unterwerfen sich Regeln sowie der Prüfung ihrer Einhaltung durch die IVW, um die Vergleichbarkeit der Daten zu gewährleisten. Die den Regeln zugrunde liegenden Definitionen und Konventionen wurden von Medienanbietern, Werbetreibenden und Mediaagenturen innerhalb der IVW gemeinsam entwickelt. Die drei Definitionen sind:
- Angebot im Internet ist eine einzelne oder ein Satz mehrerer zusammengehöriger Seiten, die unter ihrem gemeinsamen einfachen oder erweiterten FQDN (Fully Qualified Domain Name) aufgerufen werden. Dabei wird als Seite bezeichnet, was durch den Browser des Nutzers angezeigt wird. FQDN bezeichnet die logische Adresse eines Angebots im Internet.
- Page Impression ist eine Nutzeraktion innerhalb eines Angebotes, die zu einem Aufruf eines Werbemittels führt oder führen könnte. Jede Nutzeraktion darf nur einmal gezählt werden. Nutzeraktionen, die zu keiner potenziellen Werbeauslieferung führen, dürfen nicht gezählt werden.
- Nutzeraktion ist der Aufruf eines Inhalts, ausgelöst durch das Klicken mit der Maus oder durch Tastatureingabe. Tastatur und Maus stehen hier und im Folgenden für alle Arten von Eingabegeräten, die eine Nutzeraktion auslösen können.

1. Reload durch den Nutzer
2. Öffnen eines Browsers

Keine Nutzeraktion im Sinne der IVW ist:
1. Aufruf eines Inhalts durch eine automatische Weiterleitung (außer Redirects und Alias)
2. Automatischer Reload
3. Das Aufrufen eines Inhaltes beim Schließen eines Fensters
4. Das Aufrufen von Inhalten über Robots/Spiders und Ähnliches

Keine PageImpressions im Sinne der IVW sind:
1. Aufruf und Änderungen von Inhalten beim Überfahren mit der Maus (Mouseover)
2. Das Scrollen mittels Maus oder Tastatur innerhalb eines Inhaltes

Durch die Neufassung der Datenschutz-Grundverordnung (DSGVO) und des Telekommunikation-Telemedien-Datenschutz-Gesetzes (TTDSG) wurde die IVW gezwungen, ihre bisherige Methode der Datenerhebung, die Einbindung eines sogenannten Zählpixels, abzuändern. Ein gleichwertiger Ersatz konnte dazu nicht gefunden werden. Insbesondere die Vergleichbarkeit von Zahlen vor und nach Einführung der Neuregelungen ist nicht gegeben.

## Page Impressions / Page Views anderer Messsysteme

### Bedeutung der Kennzahl
Um die Bedeutung dieser Kennzahl zu verstehen, ist es hilfreich, sich die technischen Grundlagen zu vergegenwärtigen. Historisch war jede Aktion auf einer Webseite immer mit dem Laden einer HTML-Seite verknüpft. Jedes Eintippen einer Internetadresse und jeder Klick auf einen Link erzeugte jeweils eine neue HTML-Seite, die danach vom Browser geladen wurde.
Die Page Impression war lange Zeit die Maßzahl für die Aktivität der Benutzer auf einer Webseite. Mittlerweile ist die Aktivität nicht mehr unbedingt mit dem Laden einer kompletten HTML-Seite verknüpft. Es stehen modernere Programmiertechniken zur Verfügung. Aktionen des Benutzers können dazu führen, dass z. B. nur einzelne Grafiken oder andere Bestandteile einer Seite von einem Server nachgeladen werden (Ajax).
Schon bei der Messung muss darauf geachtet werden, dass sinnvoll interpretierbare Daten erhoben werden, die Aufschluss über das Verhalten der Besucher geben können. Die unsaubere Gleichsetzung von Page Views und Traffic (Datenverkehr) ist schon deshalb problematisch, weil z. B. Downloadportale mit verhältnismäßig wenigen Besuchern und wenigen „Klicks“ einen wesentlich höheren Datenverkehr (englisch Traffic) verzeichnen, als Informationsportale mit dem Abruf einer Vielzahl ihrer Unterseiten.
Automatisiert geladene Seiten oder Bestandteile einer Seite dürfen dagegen nicht als Page Impression gezählt werden. Beispiele hierfür sind:
- automatische Weiterleitungen
- automatisches Neuladen einer Seite
- automatischer Reload von Bestandteilen einer Seite
- Pop-ups
- Banner
- Pop-unders
- Werbe-Overlays
- Zugriffe durch Robots, Proxys und Spiders
- Zugriffe beim Monitoring
- Zugriffe durch automatisierte Software oder Performance Tests

### Definition einer ‚Seite‘
Die Seite (englisch Page) wird von der DAA (Digital Analytics Association) wie folgt definiert:
Die Seite ist eine vom Analysten zu definierende Einheit an Inhalt. (englisch An analyst definable unit of content). Die Definition der Seite hat sich damit vom Abruf gelöst und wird nun mit dem Erlebnis des jeweiligen Benutzers verbunden. Häufig hängt das vom Benutzer „gefühlte“ Betrachten einer Seite technisch nicht mehr mit dem Abruf einer Webseite von einem Server zusammen.
Beispielsweise wird in manchen Online-Shops der gesamte Kaufprozess auf einer einzigen HTML-Seite durchgeführt. Dabei klappen immer wieder andere Bestandteile der Seite auf und wieder zu.
Die Page Impression als Kennzahl für die Aktivität der Benutzer erlaubt Aussagen darüber zu treffen, wo sich die Besucher innerhalb einer Site aufhalten und was sie dort tun.
Werden Seiten häufiger aufgerufen als andere, kann das vielfältige Ursachen haben. So zum Beispiel:
- Die Seite ist sehr interessant.
- Die Seite ist schlecht benutzbar, Besucher finden sich nicht zurecht und rufen immer wieder erfolglos eine bestimmte Seite auf.
- Die Seite ist die Zielseite einer Werbekampagne mit vielen Seitenaufrufen.
- Die Seite wurde an prominenter Stelle (intern wie extern) verlinkt.

Dasselbe gilt auch für per Ajax nachgeladene Elemente einer Seite.
Die abzuleitenden Handlungen für den Betreiber der Website ergeben sich wie immer aus der Interpretation der jeweiligen Kennzahlen, der Umstände und der Erfahrung des Analysten. Es kommt immer auf die Umstände im Einzelfall an, ob viele PI (Page Impressions) positiv oder negativ zu bewerten sind.